# Orkanen Xynthia

Xynthia 27 februari 2010 kl 17.00 - 28 februari 2010 kl 16.00.

Orkanen Xynthia var ett oväder som drog in från Biscayabukten över Frankrike månadsskiftet februari/mars 2010. Orkanen orsakade stor förödelse och minst ett 60-tal omkomna. Orkanen resulterade senare i snöoväder och kaos i Sverige.